# Aproteles bulmerae
Aproteles bulmerae là một loài động vật có vú trong họ Dơi quạ, bộ Dơi. Loài này được Menzies mô tả năm 1977.

## Hình ảnh

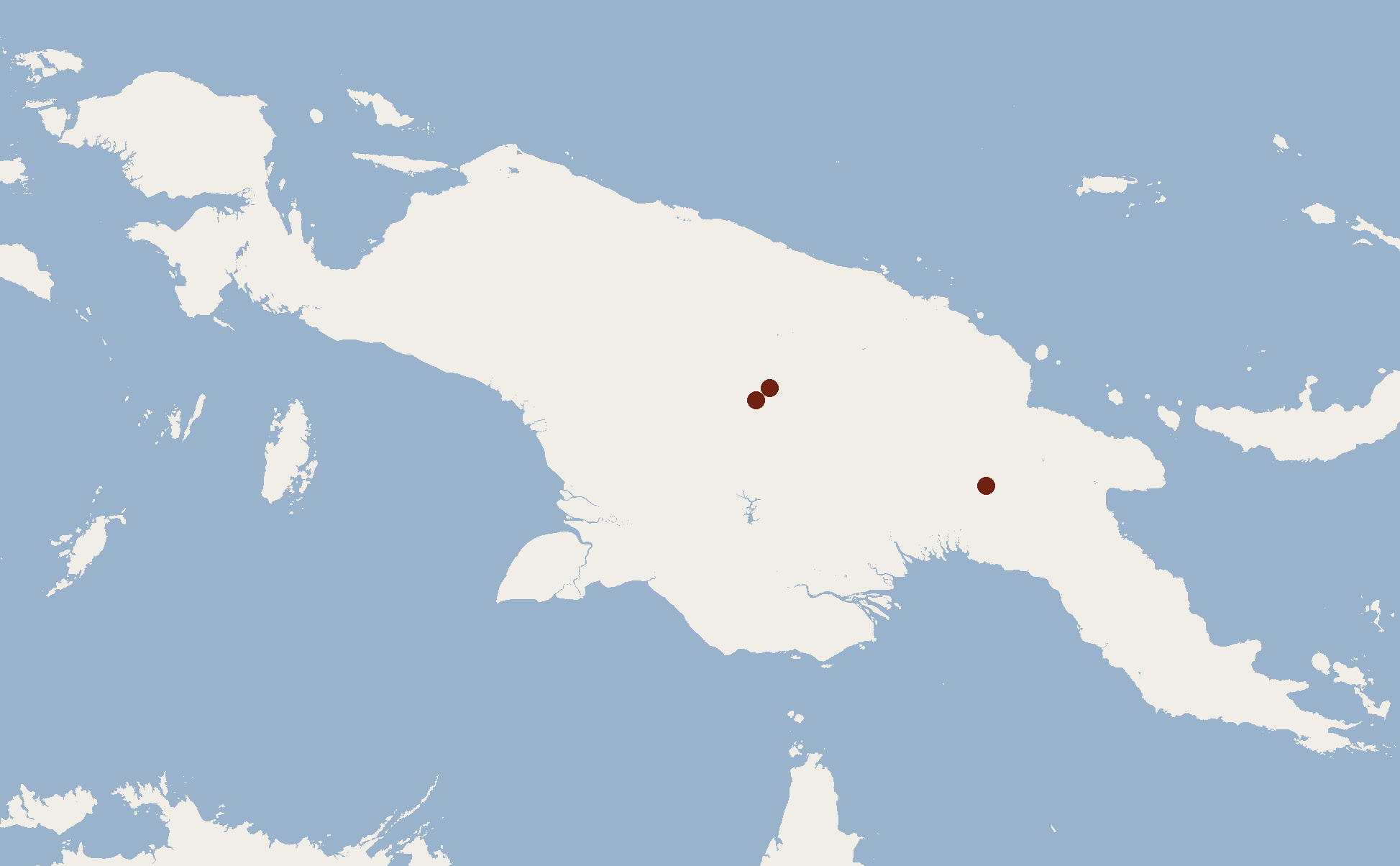